# Ligue des champions de l'OFC 2021
Navigation
Édition précédente Édition suivante
La Ligue des champions de l'OFC 2021 devait être la 20e édition de la Ligue des champions de l'OFC (la 15e sous cette appellation - anciennement Coupe des Champions d'Océanie). Elle met aux prises les champions des différentes nations affiliées à la Confédération du football d'Océanie (O.F.C.). Initialement prévue au premier semestre 2021, elle est reportée plusieurs fois à cause de la pandémie de Covid-19  avant d'être annulée en juin 2021.

## Format théorique
Sous réserve de modifications dues à la pandémie de Covid-19, le format de l’édition précédente, avec une phase de poule à 16 équipes, devait être reconduit pour cette édition :
- Un tour préliminaire oppose les clubs champions de quatre nations océaniennes : les Tonga, les Samoa américaines, les îles Cook et les Samoa. Les deux meilleures équipes se qualifient pour la phase de poules.
- La phase de poules réunit les 14 équipes exemptes et les vainqueurs du tour préliminaire. Les sept nations ne participant pas au tour préliminaire (les Fidji, la Nouvelle-Calédonie, la Nouvelle-Zélande, les Salomon, la Papouasie-Nouvelle-Guinée, Tahiti et le Vanuatu) ont droit à deux places en phase de poules. Les 16 formations sont réparties en 4 groupes de 4, chacun de ces groupes se déroulant en un lieu unique.
- La phase finale débute au stade des quarts de finale, qui opposent les huit équipes classées premières et deuxièmes de chaque groupe, après un tirage au sort. Les quarts de finale, les demi-finales et la finale se jouent sur un seul match, la finale ayant lieu sur le terrain, prédéterminé par tirage au sort, d'un des deux finalistes.

Le vainqueur de cette compétition participera éventuellement à la Coupe du monde des clubs 2021, après un barrage contre le vainqueur du Championnat de Chine de football 2021 (pays hôte de la compétition). 

## Participants
Dix-huit équipes sont théoriquement qualifiées pour cette édition 2021.

## Compétition
Le 5 novembre 2020, l'O.F.C. indique un report de la compétition, qui ne débutera pas avant le 1er juillet 2021.
Le 4 mars 2021, l'O.F.C. annonce que la compétition devrait se jouer avant le 31 octobre, pour pouvoir désigner en temps utile le représentant de la confédération à la Coupe du monde des clubs 2021. Elle étudie notamment la possibilité d'organiser le tournoi en un lieu unique, aux Fidji, pendant le mois d'octobre. 
Le 4 juin 2021, l'O.F.C. annonce l'annulation de la compétition et décide de nommer par mérite sportif Auckland City FC comme représentant du continent à la Coupe du monde des clubs de la FIFA 2021, les Néo-Zélandais étant la meilleure équipe sur les cinq dernières éditions de la compétition. Le 31 décembre 2021, l'O.F.C. annonce le forfait d'Auckland City, dû à la modification par le gouvernement néo-zélandais des contrôles aux frontières en fonction du variant Omicron, et désigne l'équipe polynésienne de l'AS Pirae comme représentant océanien à la coupe du monde des clubs.